# Douwe Bob
Douwe Bob Posthuma (født 12. december 1992 i Amsterdam) er en hollandsk singer-songwriter. Han vandt det hollandske talentshow The Best Singer-Songwriter i Nederlandene, skabt og præsenteret af Giel Beelen. Han har specialiseret sig i folk og country musik. Han repræsenterede Holland i Eurovision Song Contest 2016 med sangen "Slow Down", hvor han kvalificerede sig til finalen, og endte på en samlet 11. plads med 153 point.